# Cacera a mort
Cacera a mort (títol original: Death Hunt) és una pel·lícula estatunidenca dirigida per Peter Hunt, estrenada l'any 1981. Ha estat doblada al català.

## Argument
1930, a Aklavik. Un dia, en aquest caseriu de Yukon, el traper solitari Albert Johnson salva un gos que ha estat colpejat pel seu mestre (Hazel) i el cuida a casa seva. Hazel posa una denúncia a la policia muntada, acusant Johnson d'haver-hi robat el seu gos tot i que aquest ha estat ben pagat. Però el sergent de la gendarmeria reial, Edgar Millen, no fa res. Hazel, acompanyat d'alguns amics, decideix llavors de fer justícia i va a la cabana de Johnson. Però el traper no ho veu així i en legítima defensa mata un dels companyons de Hazel. Edgar Millen es veu de cop obligat a intervenir i acompanyat del demandant, d'alguns amics i del seu equip va a la cabana de Johnson. Mentre Millen i Johnson conversen, Hazel i els seus amics obren foc. Johnson replica de nou en legítima defensa i abat alguns d'entre ells. Els sobrevivents tempten llavors de treure Johnson fent saltar la seva cabana amb dinamita però arriba a fugir. Una llarga persecució té lloc llavors a través de les extensions gelades que Johnson travessa per arribar a Alaska amb la finalitat d'escapar de Millen i als seus homes així com dels caçadors de recompenses que li volen fer la pell.

## Repartiment
- Charles Bronson: Albert Johnson
- Lee Marvin: Sergent Edgar Millen
- Carl Weathers: George Washington Lincoln Brown alias "Sundog"
- Andrew Stevens: Alvin Adams
- Ed Lauter: Hazel
- Angie Dickinson: Vanessa Mc Embrida
- Scott Hylands: Capità Hank Tucker / Pilot RCAF
- Henry Beckman: Bill Lusk
- Maury Chaykin: Clarence
- Dick Davalos: Beeler
- August Schellenberg: Deak
- William Sanderson: Ned Warren
- Len Lesser: Lewis
- Maurici Kowalewski: Charlie
- Denis Lacroix: Jimmy Tom
- Tantoo Cardinal: la dona índia